# Борщівська сільська рада (Печенізький район)
Борщівська сільська́ ра́да — адміністративно-територіальна одиниця та орган місцевого самоврядування в Печенізькому районі Харківської області. Адміністративний центр — село Борщова.

## Загальні відомості
Борщівська сільська рада утворена в 1920 році.
- Територія ради: 46,67 км²
- Населення ради: 471 особа (станом на 2001 рік)

## Населені пункти
Сільській раді були підпорядковані населені пункти:
- с. Борщова
- с. Ганнівка
- с. Гарашківка
- с. Гуслівка
- с. Першотравневе

## Склад ради
Рада складалася з 12 депутатів та голови.
- Голова ради: Передеря Олена Іванівна

### Керівний склад попередніх скликань
| Прізвище, ім'я, по батькові | Основні відомості                                                                                     | Дата обрання | Дата звільнення |
| --------------------------- | --- | ------------ | --------------- |
| Передеря Олена Іванівна     | Сільський голова, 1969 року народження, освіта вища, член Української республіканської партії «Собор» | 26.03.2006   | 31.10.2010      |
| Передеря Олена Іванівна     | Сільський голова, 1969 року народження, освіта вища, позапартійна                                     | 31.10.2010   |                 |

Примітка: таблиця складена за даними сайту Верховної Ради України

### Депутати
За результатами місцевих виборів 2010 року депутатами ради стали:

#### За суб'єктами висування
| Суб'єкт висування                                       | Кількість обраних депутатів | %    |
| ------------------------------------------------------- | --------------------------- | ---- |
| Партія регіонів                                         | 4                           | 33,3 |
| Політична партія Всеукраїнське об'єднання «Батьківщина» | 3                           | 25   |
| Самовисування                                           | 3                           | 25   |
| Комуністична партія України                             | 1                           | 8,3  |
| Народна партія                                          | 1                           | 8,3  |

#### За округами
| № округу                                                | Прізвище, ім'я, по батькові   | Дата визнання обраним | Освіта  | Партійна приналежність                        | Відомості про обраного депутата                  |
| ------------------------------------------------------- | ----------------------------- | --------------------- | ------- | --------------------------------------------- | ------------------------------------------------ |
| Комуністична партія України                             |                               |                       |         |                                               |                                                  |
| 7                                                       | Бердник Віта Петрівна         | 03.11.2010            | середня | позапартійна                                  | тимчасово не працює                              |
| Народна Партія                                          |                               |                       |         |                                               |                                                  |
| 8                                                       | Сотник Олексій Олексійович    | 03.11.2010            | середня | член Народної партії                          | фермерськегосподарство"Аграрна слобода", водій   |
| Партія регіонів                                         |                               |                       |         |                                               |                                                  |
| 1                                                       | Буряк Олександр Якович        | 03.11.2010            | середня | позапартійний                                 | фермерське господарсто"Промінь", тракторист      |
| 3                                                       | Шматько Надія Василівна       | 03.11.2010            | середня | член Партії регіонів                          | Борщівськасільська рада, завідувачка бібліотеки  |
| 4                                                       | Андрейченко Любов Григорівна  | 03.11.2010            | середня | позапартійна                                  | приватне підприємство"Єрещенко", продавець       |
| 9                                                       | Єрещенко Олексій Петрович     | 03.11.2010            | середня | позапартійний                                 | фермерськегосподарство «Промінь», водій          |
| Політична партія Всеукраїнське об'єднання «Батьківщина» |                               |                       |         |                                               |                                                  |
| 2                                                       | Мішко Дмитро Іванович         | 03.11.2010            | вища    | позапартійний                                 | фермерське господарсто"Нектар", голова           |
| 6                                                       | Теницька Ольга Іллівна        | 03.11.2010            | середня | позапартійна                                  | Борщівська сільськарада, технічнийпрацівник      |
| 11                                                      | Єрещенко Людмил Олександрівна | 03.11.2010            | середня | член Всеукраїнського об'єднання «Батьківщина» | Борщівськасільська рада, секретер сільської ради |
| Самовисування                                           |                               |                       |         |                                               |                                                  |
| 5                                                       | Єрещенко Тетяна Василівна     | 03.11.2010            | середня | позапартійна                                  | приватний підприємство"Мішко", продавець         |
| 10                                                      | Подорожній Михайло Петрович   | 03.11.2010            | середня | позапартійний                                 | пенсіонер                                        |
| 12                                                      | Гарашко Олександра Данилівна  | 03.11.2010            | середня | позапартійна                                  | пенсіонер                                        |